# Płaczkowice
Płaczkowice – wieś w Polsce położona w województwie świętokrzyskim, w powiecie sandomierskim, w gminie Klimontów.
Wieś leżąca w powiecie sandomierskim województwa sandomierskiego wchodziła w XVII wieku w skład kompleksu klimontowsko-ossolińskiego dóbr Zbigniewa Ossolińskiego. W latach 1975–1998 miejscowość administracyjnie należała do województwa tarnobrzeskiego.
W Płaczkowicach znajduje się zbiorowa mogiła wojenna z I wojny światowej, żołnierzy poległych w bitwie pod Konarami w 1915 r., wpisana do rejestru zabytków nieruchomych (nr rej.: A.686 z 24.05.1993).